# Ванда Липинська
Липи́нська Ва́нда-Юліана Казими́рівна (в шлюбі Жмісевська) (1891 — 1979) — польська землевласниця. 

## Життєпис
Братом був український політичний діяч, історик, публіцист і теоретик українського консерватизму В'ячеслав Липинський.

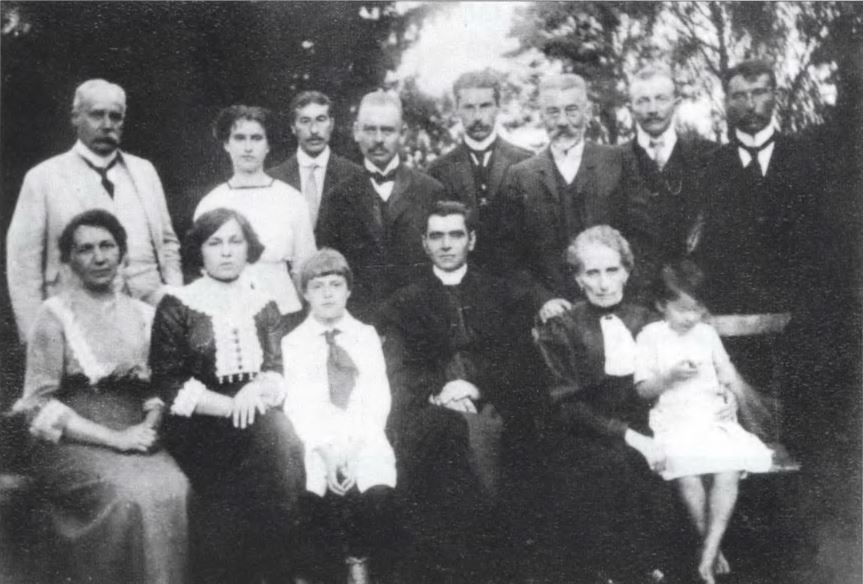
Родина Липинських після заручин Ванди Липинської з Бруноном Змієвським. Зліва направо стоять: Пан Шумінський, Ванда Липинська, Володимир Липинський, батько Брунона Змієвського, Вячеслав Липинський, Казимир Липинський, Брунон Змієвський, Станіслав Липинський; зліва направо сидять: пані Шумінська, Казимира Липинська, молодша сестра Казимири, ксьондз, Клара Липинська, Єва Липинська. Затурці, кінець червня початок липня 1913 року.

Ванда Липинська власниця частини маєтку Торчин у Луцькому повіті, де разом з чоловіком займалася господарством до 1939 року.
Згодом мешкала в Ківерцях, після Другої світової війни — на Помор'ї і в Мазурії.
Була одружена була з Бруноном Змієвським (Жмісевським). Народила сина Єжі.